# Johan Fredriksson
Johan Fredriksson, född 9 mars 1962 i Ekerö, är en svensk journalist, utrikeskorrespondent och låtskrivare.

## Biografi
Fredriksson genomgick grundskolan vid Träkvistaskolan och Tappströmsskolan och studerade 1977–1981 vid Nya Elementars gymnasium i Bromma. Han bedrev journaliststudier vid Journalisthögskolan i Göteborg 1988–1989. Vikarierade som sportreporter på Gotlands Tidningar 1988 och på TV-sporten, SVT 1989. Mellan åren 1990–1994 tjänstgjorde han som reporter vid Sveriges Radios Ekoredaktion. Under 1994–1996 var han Sveriges Radios korrespondent i Oslo. Sedan 1996 är han anställd som utrikeskorrespondent vid TV4-nyheterna.

### Som utrikeskorrespondent
Fredriksson har på plats bevakat en rad konflikter, bland andra Kuwaitkriget, Bosnienkriget och krigen i Afghanistan, Irak, Ukraina och Syrien. 2001 ingick han i det TV4-team som evakuerades ut ur Afghanistan efter att kollegan Ulf Strömberg skjutits ihjäl av okända män i staden Taloqan. Johan Fredriksson och fotograf Martin Gustafsson bevakade talibanernas reträtt från Kabul när dödsbudet kom.
År 2008 avslöjade han tillsammans med Martin Gustafsson Sveriges mest hemliga militära specialförband SSG under deras mission i Tchad. År 2012 nominerade föreningen Grävande Journalister hans TV-reportage från Afghanistan, ”Skotten i Gor Tepa”, till en ”Guldspade” i kategorin Riks-TV.
År 2016 publicerade TV4 hans dokumentärfilm ”Frontavsnitt 5 – Kriget mot IS” som skildrar den kurdiska gruppen PAK:s verksamhet i Irak. Filmen redigerades av Johan Sundström, foto Jacek Machula. 2018 nominerades dokumentären Drottninggatan 17.04.07 (berättarröst Johan Fredriksson) till TV-priset Kristallen i kategorin Årets Förnyare.

#### Boksläpp
År 2016 släppte Fredriksson boken När världen tittade bort, skriven ihop med anti-IS-krigaren Jesper Söder som stred med kurdiska styrkor i Syrien och Irak 2015–2017. Boken fick positivt mottagande av bland andra Aftonbladets kritiker Inga-Lina Lindqvist.

### Musikkarriär
Som musiker och låtskrivare var Johan Fredriksson, 1978–1980 medlem och trumslagare i punkbandet The Baiters som utgjorde en del av Stockholms tidiga punkscen 1978–1979. År 1985 släppte skivbolaget EMI MP:n ”Moderna Mysterier” med Johan Fredrikssons dåvarande band Rex de Rox. Skivan producerades av Lasse Lindbom och Kjell Andersson. Sångerskan Marie Fredriksson sjöng bakgrundssång på låten ”Kalla mig vad du vill”.
År 1987 genomförde han ihop med en ung Martin Sandberg (senare känd under namnet Max Martin) musikinspelningar ihop med gitarristen och ljudteknikern Janne Ljungwaldh. 
År 2020 släppte Johan Fredriksson ett album under namnet "J.K. Fredriksson & Blooming Late Baiters". Albumet, "Keep on Livin'" innehåller tolv låtar inspelade av Emil Nilsson, mixade av Alar Suurna och Daniel Johansson och släppt på skivbolaget Undefined Sounds. Medverkande musiker: Andreas Lindgren (från Bröderna Lindgren), Urban Persson, Janne Ljungwaldh. Medverkar gör också Johan Skogh, Jesper Sporre, Andreas Gidlund, Joachim Hiort af Ornäs och Svante Karlsson. År 2021 släppte Fredriksson två singlar ”One more chance for love to rule my world” och ”Universum står still” producerade av indie-artisten Eric Palmqwist.

## Privatliv
Johan Fredriksson är gift med Rosa Metukwa Lind. Han har fyra barn och bor sedan 1998 i Hägersten, Stockholm. Han är son till svenske manusförfattaren och TV-producenten Margaretha Pollak och sjukvårdsutredaren och IT-pionjären Palle Fredriksson.